# Hyophila setschwanica
Hyophila setschwanica là một loài Rêu trong họ Pottiaceae. Loài này được (Broth.) Hilp. ex P.C. Chen mô tả khoa học đầu tiên năm 1941.